# Verwaltungsgemeinschaft Röderaue-Wülknitz
Die Verwaltungsgemeinschaft Röderaue-Wülknitz ist eine Verwaltungsgemeinschaft im Freistaat Sachsen im Landkreis Meißen. Sie liegt im Norden des Landkreises, zirka 14 km nordöstlich von Riesa und 14 km nordwestlich von der Stadt Großenhain. Das Gemeinschaftsgebiet liegt auf einer rund 100 m über NN gelegenen Tiefebene, der Röderaue, die von der Großen Röder und der Kleinen Röder durchflossen wird. Nördlich des Gemeinschaftsgebietes liegt die Grenze zum Land Brandenburg. Durch die Ortsteile von Wülknitz, Lichtensee und Tiefenau, verläuft die Bundesstraße 169.

## Die Gemeinden mit ihren Ortsteilen
- Röderaue mit den Ortsteilen Frauenhain, Koselitz, Pulsen und Raden
- Wülknitz mit den Ortsteilen Wülknitz, Heidehäuser, Lichtensee, Peritz, Streumen und Tiefenau